# Basil Hall
Basil Hall (Edimburgo, 1788 – Portsmouth, 1844) è stato un esploratore scozzese.
Figlio di James Hall (1761-1832), nel 1811 sbarcò per primo a Rockall.
Fu inviato nel 1816 ad esplorare alcune regioni della Corea. Nel 1820 compì un viaggio in Sudamerica, sbarcando alle Galápagos e rimanendovi fino al 1822.
Nel 1827 compì un ultimo viaggio in Nordamerica.